# ガーシア級フリゲート
ガーシア級フリゲート（ガーシアきゅうフリゲート、英語: Garcia-class frigate）は、アメリカ海軍のフリゲートの艦級。先行するブロンシュタイン級（SCB-199）の拡大改良型として、1961年度から1963年度にかけて10隻が建造された。基本計画番号はSCB-199A。当初は航洋護衛艦 (DE) として類別されていたが、1975年の類別変更に伴ってフリゲート（FF）に再類別された。

## 来歴
アメリカ海軍は、1960年度（FY60）においてブロンシュタイン級航洋護衛艦（DE）2隻を建造した。これは新型のAN/SQS-26探信儀やアスロック対潜ミサイルといった新しい対潜戦装備を搭載しており、戦後第2世代の航洋護衛艦の嚆矢であった。しかし一方で、装備の充実と艦型の拡大の結果、速力は26ノットに留まっており、敵潜水艦と、護衛すべき民間船舶とがともに高速化が進んでいたことから、速力不足の問題が指摘されていた。蒸気を高圧化すれば更に1ノットは高速化できると考えられたが、こちらは同級には間に合わず、1961年度艦から導入されることとなった。
一方、大西洋艦隊駆逐艦部隊（DesLant）司令官ジョン・ダニエル少将は、1956年12月には航洋護衛艦のミサイル艦化を提唱しており、基本計画審議委員会（SCB）でも、1959年8月頃より、最大限の対潜戦能力と一定程度の対空・対水上戦能力を備えた駆逐艦についての検討が着手されていた。これらの検討を踏まえて、1960年3月、艦船局（BuShips）局長ジェイムズ少将は、1962年度計画で、ブロンシュタイン級の系譜となるミサイル護衛艦（DEG）を建造するよう提言した。そして同年10月の基本計画審議委員会（SCB）において、砲装型とミサイル型のDEの建造が発表された。この砲装型DEとして建造されたのが本級である。一方、ミサイル護衛艦（DEG）として建造されたのがブルック級であった。

## 設計
機関の強化に伴って、船体はほぼ完全な新設計のものとなった。船型は、ブロンシュタイン級の船首楼を艦尾まで延長した遮浪甲板型となり、また船体も大型化して満載排水量で3,400トンを超えることになった。これにより艦中央部への構造上の負荷が増大したことから、駆逐艦に準じて、艦のガーダー構造の中央部半分はMS鋼からSTS高張力鋼に変更された。また同時に、枢要区画には弾片防御が導入されている。対潜戦のパッシブ化に対応して、水中放射雑音の低減措置が講じられているほか、航空運用能力強化のためフィンスタビライザーが搭載された。なお探信儀をバウ・ドームに収容したことから、投錨時にこれを損傷しないよう、錨は前方に突き出た艦首前端と、前部備砲直前の左舷側に収められている。
上記の経緯により、本級では蒸気の高圧化が図られることになった。ボイラーはフォスター・ホイーラー式の堅型過給水管ボイラーが採用され、蒸気性状は主力戦闘艦並みの圧力1,200 lbf/in2 (84 kgf/cm2)・温度510 °C (950 °F)となった。
このボイラーは本級で初めて採用されたもので、ボイラーから排出された燃焼ガスで過給機のタービンを回して圧縮機を駆動、給気（空気）を圧力65 lbf/in2 (4.6 kgf/cm2)・温度490 °F (254 °C)に加圧して火炉に送ることで燃焼ガスを高密度化し、水管への熱伝達を向上させ、主缶の出力と効率の向上および小型化を図るものである。これにより、ブロンシュタイン級フリゲートと同レベルの重量・容積でありながら、70パーセントの出力増加を達成した。ただしこれによって、燃料としては低質油を使えなくなり、ND海軍蒸留油を使うこととなったほか、高圧蒸気使用に伴って、主缶の保守・整備に非常に手がかかることになった。
主機はウェスチングハウス式ギアード・タービンとされた。これは高・低圧の2胴構成で、減速歯車装置（2段減速）によって1軸に統合されている。本級は明らかに量産向きの艦ではなかったが、量産性を考慮して導入された1軸推進方式は踏襲された。設計上の最大速力はブロンシュタイン級より1ノット速い27ノットとされた。これは空母機動部隊を構成できるほどの速さではなかったが、対潜掃討群（hunter-killer group）には参加可能と考えられた。なおネームシップの海上公試では30ノットの速力が記録された。
なお電源としては、タービン主発電機（出力500キロワット）2基と、ディーゼル非常発電機（出力500キロワット）2基が搭載された。

## 装備

### C4ISR
本級を含むSCB-199シリーズは、いずれも海軍戦術情報システム（NTDS）を導入しない手動式の戦闘指揮所（CIC）を基本としていた。ただし「ヴォーグ」「コーレシュ」は、NTDSの対潜版として開発されたASWSC&CS（ASW Ship Command and Control System）を試験的に搭載した。これは、アメリカ海軍の護衛艦（フリゲート）が意思決定機能を有する戦術情報処理装置を搭載した初の例であるとともに、当時対空戦（AAW）を主眼として開発されていたNTDSをASWに応用する試みであった。1969年6月には、「ヴォーグ」がソ連軍ヤンキー型原子力潜水艦を捕捉、以後も追尾を維持し続け、ついに浮上に追い込むという大戦果を挙げて早速有効性を実証し、部隊勲功章を授与されている。その後も運用実績を蓄積し続けており、その成果は後にスプルーアンス級駆逐艦やオリバー・ハザード・ペリー級ミサイルフリゲートの開発に活かされた。
一方、センサはブロンシュタイン級の構成が踏襲された。探信儀はバウ・ドームに収容されており、61・62年度計画艦ではAN/SQS-26AXRが、63年度計画艦ではAN/SQS-26BXが搭載された。またマック上には、対空捜索用のAN/SPS-40、対水上捜索用のAN/SPS-10レーダーが設置された。なお「サンプル」「アルバート・デヴィッド」は、竣工後にAN/SQR-15曳航ソナーを装備したが、1982年に撤去した。

### 武器システム
対潜兵器は、おおむねブロンシュタイン級の構成が踏襲されており、艦橋直前にはアスロック対潜ミサイルのMk.112 8連装発射機が搭載された。ただしブロンシュタイン級では再装填機構を備えていなかったのに対して、本級では艦橋構造物内に予備弾庫を設けて、再装填に対応した。61・62年度艦では人力での再装填であるため、艦橋構造物前面に折りたたみ式のクレーンが設置されているが、63年度艦では、ノックス級用に開発されていた機力による次発装填装置が先行搭載されており、発射機が艦橋構造物に近づけられているほか、上記のクレーンが廃されている。
魚雷としては、両舷には短距離用の324mm3連装短魚雷発射管（Mk.32）が搭載されたほか、多くの艦では、船尾にも長距離用の533mm連装魚雷発射管（Mk.24/25）が設置された。ただしMk.48魚雷の水上艦発射版の計画中止に伴い、533mm魚雷発射管は後日撤去された。これらを管制する水中攻撃指揮装置（UBFCS）としては、Mk.114が搭載された。
艦砲としては、5インチ砲2基が搭載された。当初は新開発の54口径127mm単装速射砲（Mk.42 5インチ砲）も検討されたものの、価格・重量面の問題から、より旧式の38口径127mm単装砲（Mk.30 5インチ砲）が採用された。船尾甲板はヘリコプター甲板とされていたことから、52番砲は中央の上部構造物上に設置された。その射撃指揮は、AN/SPG-35レーダーを有するMk.56 砲射撃指揮装置によって行なわれていた。
なお、1967年から1968年にかけて、「ブラッドレイ」においてシースパローBPDMSの試験が行われ、マックと52番砲の間にMk.25 8連装ミサイル発射機が設置された。ただし他の艦への装備は行われず、同艦のシステムも後に撤去されて空母「フォレスタル」に移設された。

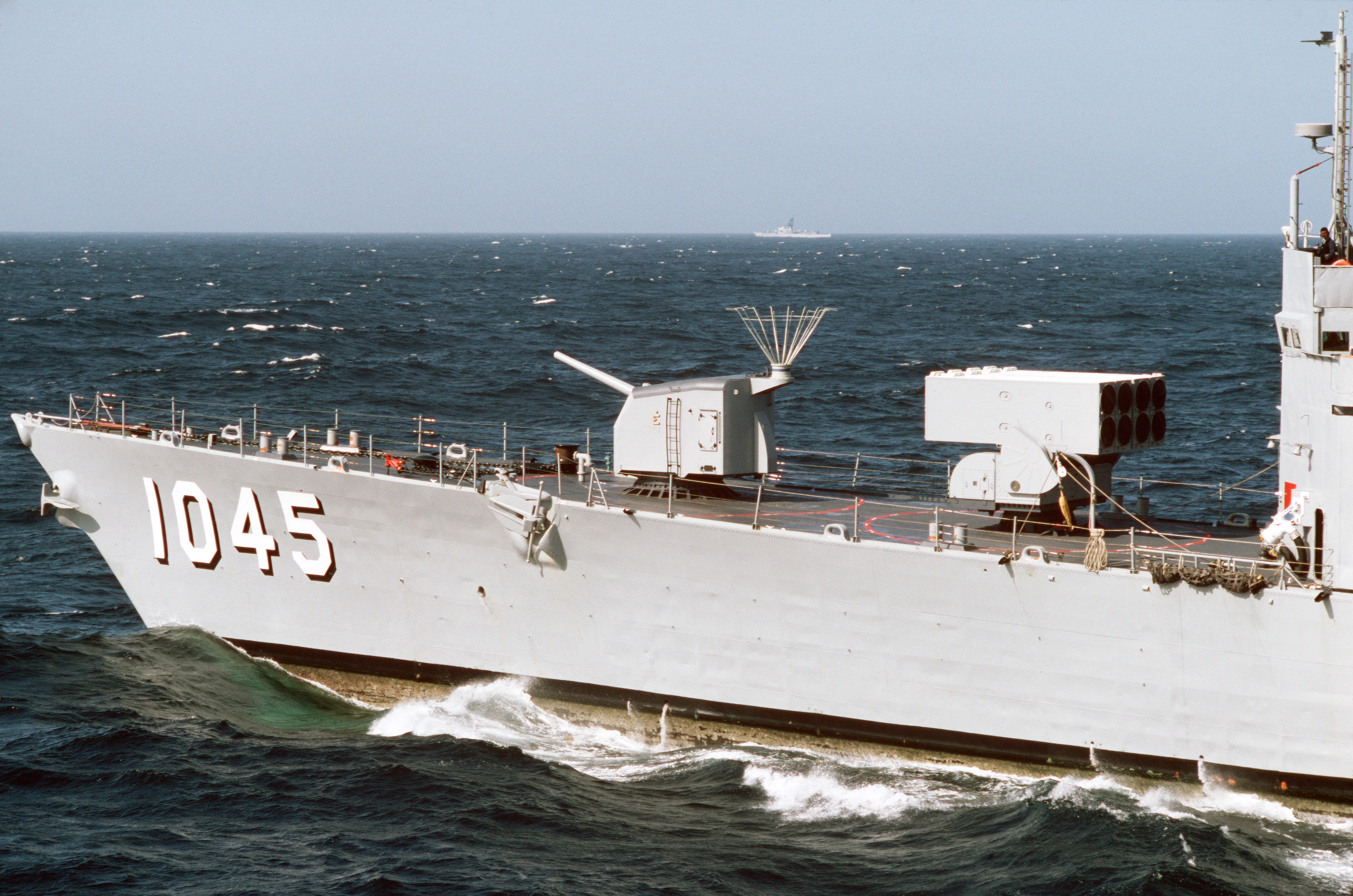
船首甲板。51番砲およびアスロック発射機
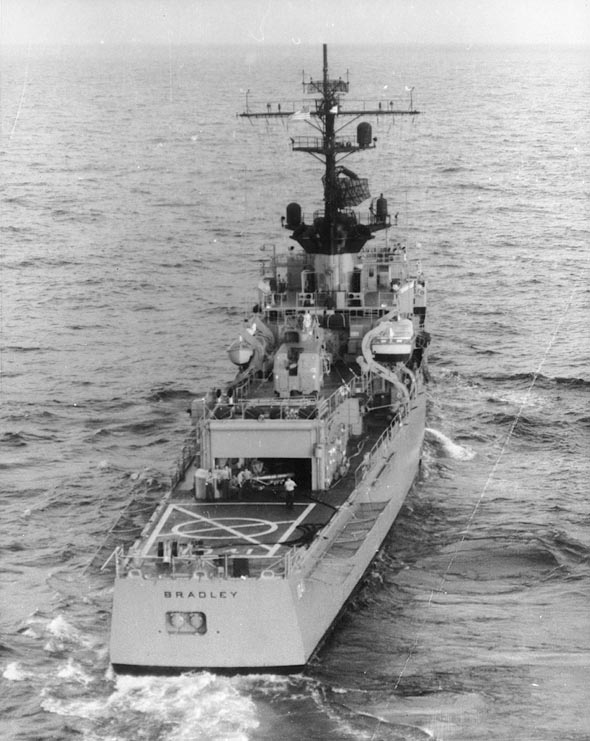
艦後半部。52番砲、DASH設備および艦尾魚雷発射管

### 艦載機
設計段階ではQH-50 DASHの搭載が予定されており、船尾甲板をヘリコプター甲板として、その直前にはDASHの無人航空機2機またはHUL連絡ヘリコプター1機を収容できる格納庫が設置されていた。しかしDASHは1960年代末に運用停止となったことから、実際にこれを運用したのは「ブラッドレイ」のみであった。
DASHの運用停止に伴い、1972年から1975年にかけて、曳航ソナーを搭載していた「サンプル」「アルバート・デヴィッド」以外の艦は、LAMPS Mk.Iの搭載に対応した改修を受けた。これに伴い、SH-2Fヘリコプターを収容できるよう、格納庫は14.6×5.4メートルに拡大された。

## 同型艦
| アメリカ海軍 | アメリカ海軍      | アメリカ海軍                                | アメリカ海軍          | アメリカ海軍    | アメリカ海軍    | アメリカ海軍    | アメリカ海軍    | 退役後         | 退役後   | 退役後                    | 退役後    |
| 会計年度     | #                 | 艦名                                        | 造船所                | 起工            | 進水            | 就役            | 退役            | 再就役先       | #        | 艦名                      | 退役/除籍 |
| ------------ | ----------------- | ------------------------------------------- | --------------------- | --------------- | --------------- | --------------- | --------------- | -------------- | -------- | ------------------------- | --------- |
| 1961年       | DE-1040 → FF-1040 | ガーシア USS Garcia                         | ベスレヘム ・スチール | 1962年 10月16日 | 1963年 10月31日 | 1964年 12月21日 | 1988年 11月10日 | パキスタン海軍 | F 264    | サイーフ PNS Saif         | 1994年    |
| 1961年       | DE-1041 → FF-1041 | ブラッドレイ USS Bradley                    | ベスレヘム ・スチール | 1963年 1月17日  | 1964年 3月26日  | 1965年 5月15日  | 1988年 9月30日  | ブラジル海軍   | D 30     | ペルナンブーコ Pernambuco | 2004年    |
| 1962年       | DE-1043 → FF-1043 | エドワード・マクダネル USS Edward McDonnell | エイボンデール        | 1963年 4月1日   | 1964年 2月15日  | 1965年 2月15日  | 1988年 9月30日  | 解体処分       | 解体処分 | 解体処分                  | 解体処分  |
| 1962年       | DE-1044 → FF-1044 | ブランビィ USS Brumby                       | エイボンデール        | 1963年 8月1日   | 1964年 6月6日   | 1965年 8月5日   | 1989年 3月31日  | パキスタン海軍 | F 266    | ハルバル PNS Harbah       | 1994年    |
| 1962年       | DE-1045 → FF-1045 | デヴィッドソン USS Davidson                 | エイボンデール        | 1963年 9月20日  | 1964年 10月2日  | 1965年 12月7日  | 1988年 12月31日 | ブラジル海軍   | D 28     | パライバ Paraiba          | 2002年    |
| 1963年       | DE-1047 → FF-1047 | ヴォーグ USS Voge                           | デフォー              | 1963年 11月21日 | 1965年 2月4日   | 1966年 11月25日 | 1989年 9月23日  | 解体処分       | 解体処分 | 解体処分                  | 解体処分  |
| 1963年       | DE-1048 → FF-1048 | サンプル USS Sample                         | ロッキード造船        | 1963年 11月21日 | 1964年 4月28日  | 1968年 3月23日  | 1988年 9月23日  | ブラジル海軍   | D 29     | パラナ Parana             | 2004年    |
| 1963年       | DE-1049 → FF-1049 | コーレシュ USS Koelsch                      | デフォー              | 1964年 2月19日  | 1965年 6月8日   | 1967年 6月10日  | 1989年 5月31日  | パキスタン海軍 | F 267    | シクァット PNS Siqqat     | 1994年    |
| 1963年       | DE-1050 → FF-1050 | アルバート・デヴィッド USS Albert David     | ロッキード造船        | 1964年 4月29日  | 1964年 12月19日 | 1968年 10月19日 | 1988年 9月28日  | ブラジル海軍   | D 27     | パラ Para                 | 2008年    |
| 1963年       | DE-1051 → FF-1051 | オハラハン USS O'Callahan                   | デフォー              | 1964年 2月19日  | 1965年 10月20日 | 1967年 7月3日   | 1988年 12月20日 | パキスタン海軍 | F 265    | アスラト PNS Aslat        | 1993年    |